# Казанский аэровокзал
Казанский аэровокзал  — сохранившееся здание пассажирского терминала на территории бывшего аэропорта Казань-2, закрытого в 2003—2004 годах. Является объектом культурного наследия регионального значения.

## Территориальное расположение
Здание Казанского аэровокзала находится в восточной части города, на территории Советского района, в 200 метрах к юго-востоку от проезжей части улицы Патриса Лумумбы (адрес: ул. Патриса Лумумбы, 47А).

## Архитектура
Казанский аэровокзал построен в стиле «сталинского классицизма» по типовому проекту Московского государственного проектного института «Авиапроект» (главный архитектор Николай Макареня).
Здание представляет собой прямоугольное двухэтажное строение длиной около 100 м. С фасадной стороны в центральной части оно разделено выступающим портиком с прерванным фронтоном, опирающимся на 10 колонн, 8 из которых в переднем ряду. Портик увенчан конусообразной башней-бельведером с круговой смотровой площадкой, имеющей металлическое ограждение. С тыльной стороны, обращённой к бывшему лётному полю, здание имеет два небольших четырёхколонных портика с прерванными фронтонами. Но их входные проёмы к настоящему времени заложены и превращены в оконные. Торцевые стороны здания оформлены по-разному: северная сторона имеет ризалит, а южная — портик, опирающийся на 4 четырёхугольные в сечении колонны.
Основу внутренней планировки здания составляют три расположенных в анфиладе зала с колоннами — центральный и два боковых, занимающих по вертикали пространство в два этажа. Между ними и с торцевых сторон на двух этажах находятся служебные помещения. Интерьер залов оформлен лепным декором и кессонированными потолками. В оформлении центрального зала использовано 6 живописных панно в стиле социалистического реализма (на одном из них изображены силуэты Ленина и Сталина). Оформлением интерьера Казанского аэровокзала (колонны, лепнина) занимался И. А. Ковалёв — ученик известного казанского мастера лепных и модельных дел М. А. Густова. Общая площадь здания составляет свыше 1700 м².
Помимо Казани, данный типовой проект послужил основой для возведения аэровокзалов в Свердловске (аэропорт Кольцово), Челябинске, Омске, Красноярске (аэропорт Красноярск-Северный), Хабаровске и ряде других городов СССР. Но каждый из них отличается особенностями в оформлении интерьеров и экстерьера — портика с фронтоном и колоннадой, башни, балюстрады, оконных и дверных проёмов и др. Некоторые аэровокзалы, возведённые по данному проекту, имеют больший размер.
С момента строительства здание Казанского аэровокзала стало главным объектом расположенной перед ним Аэровокзальной площади, довольно людной в 1950-е — 1980-е годы. Однако к началу 2000-х годов и сам аэровокзал, и площадь обезлюдели, а вместе с этим утратили прежнюю ухоженность.

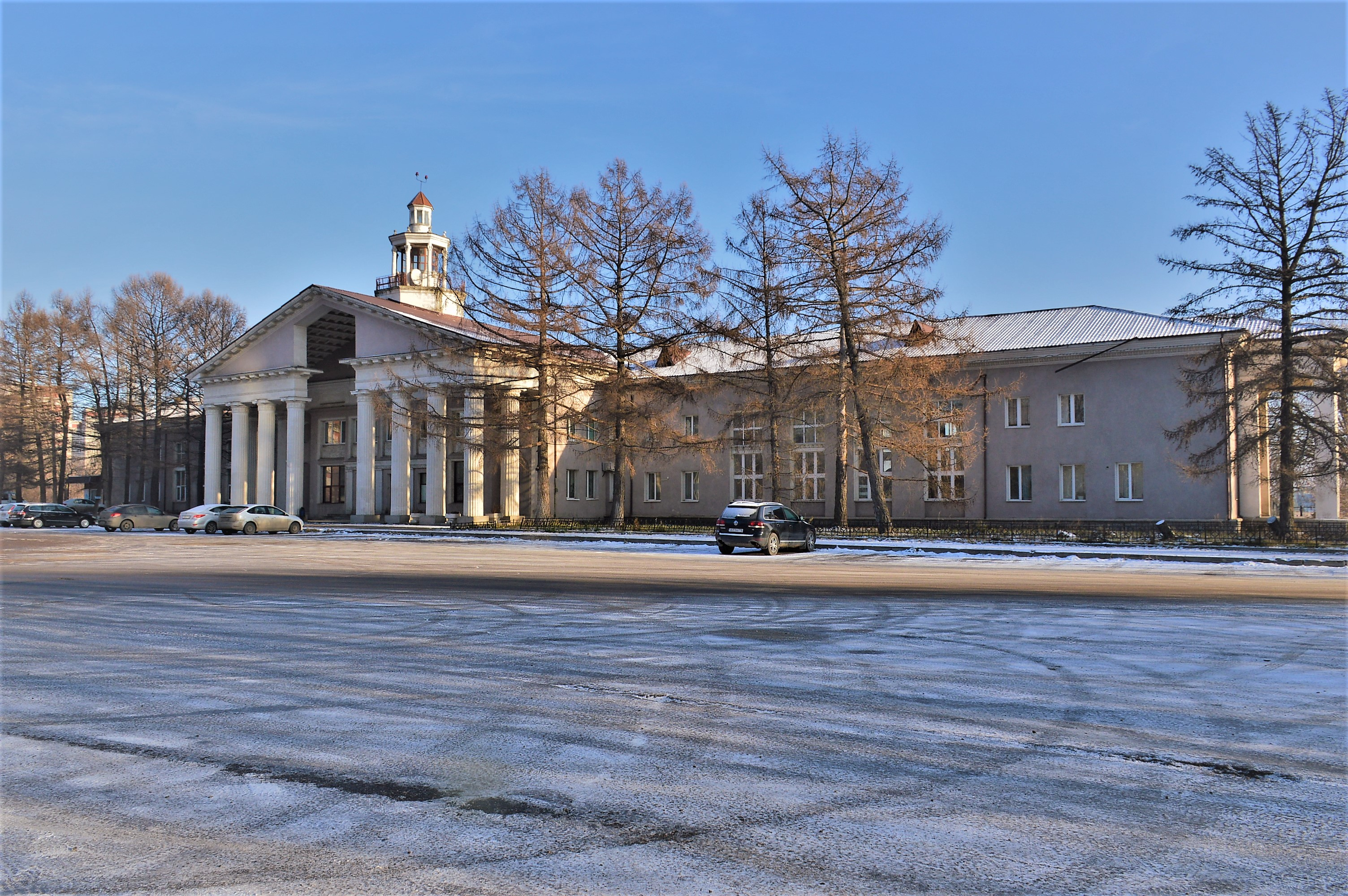
Вид на здание Казанского аэровокзала со стороны Аэровокзальной площади (ноябрь 2020)
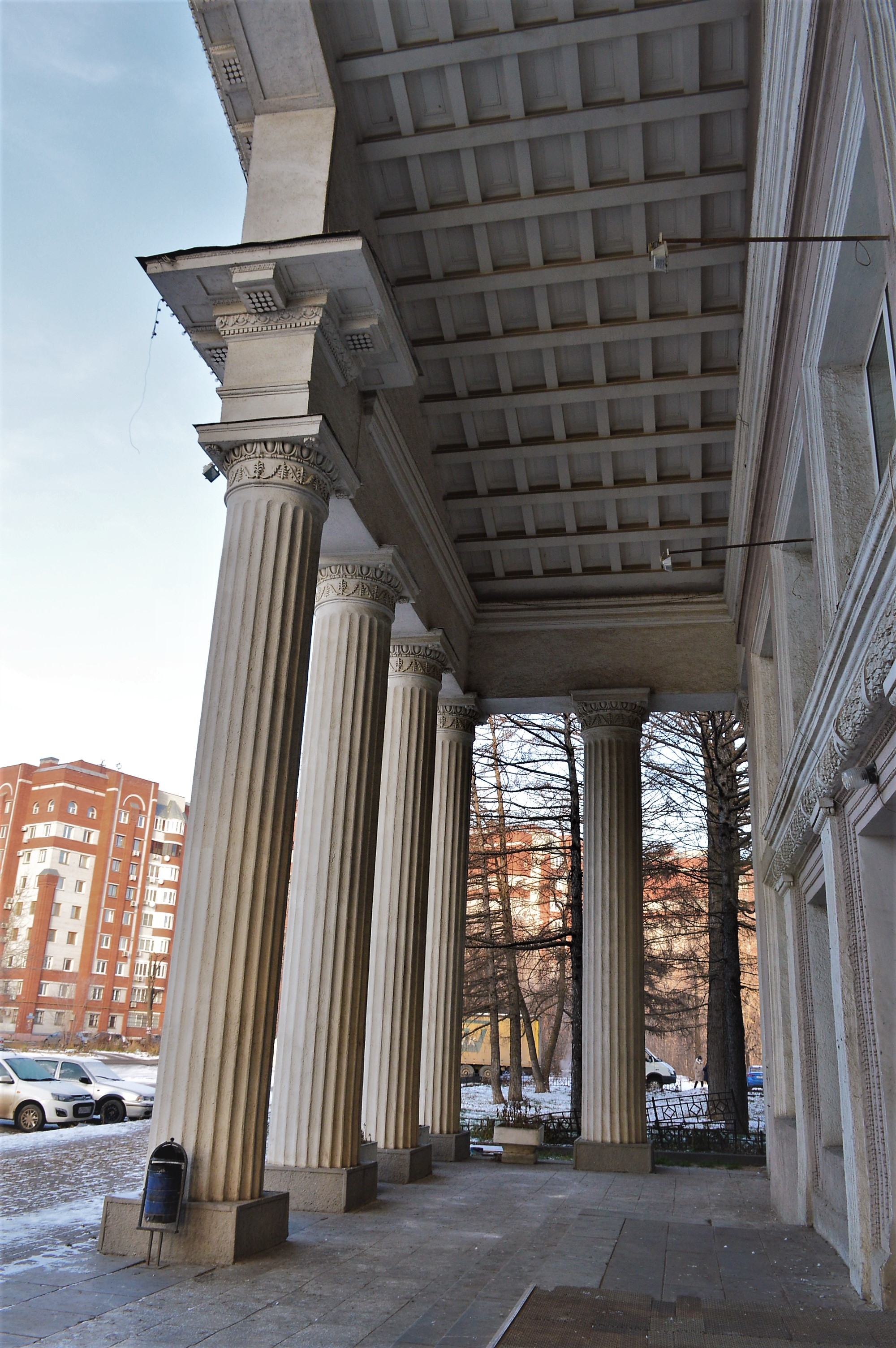
Часть колоннады фасадного портика здания Казанского аэровокзала (ноябрь 2020)
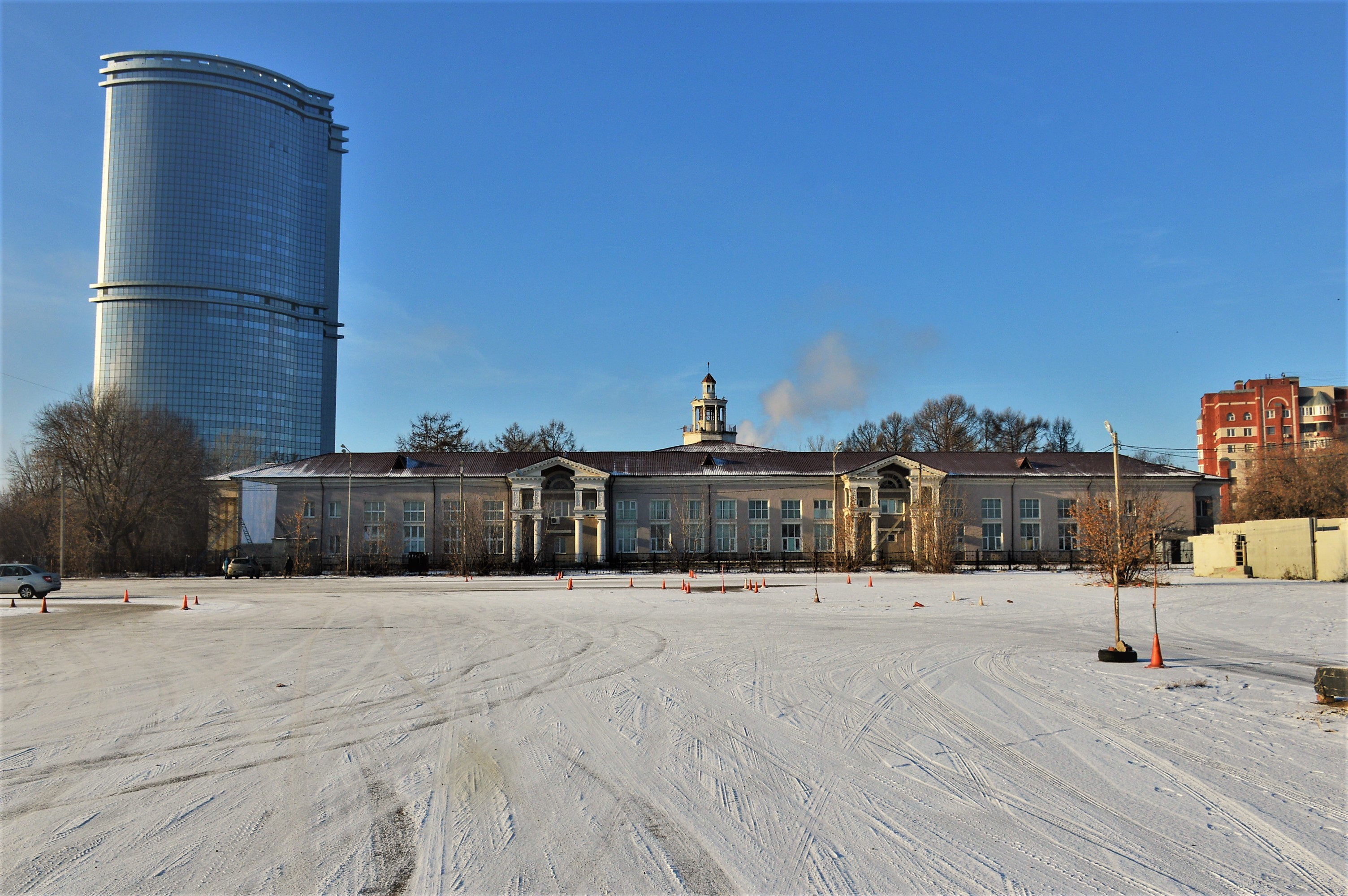
Вид на здание Казанского аэровокзала со стороны бывшего лётного поля (ноябрь 2020)
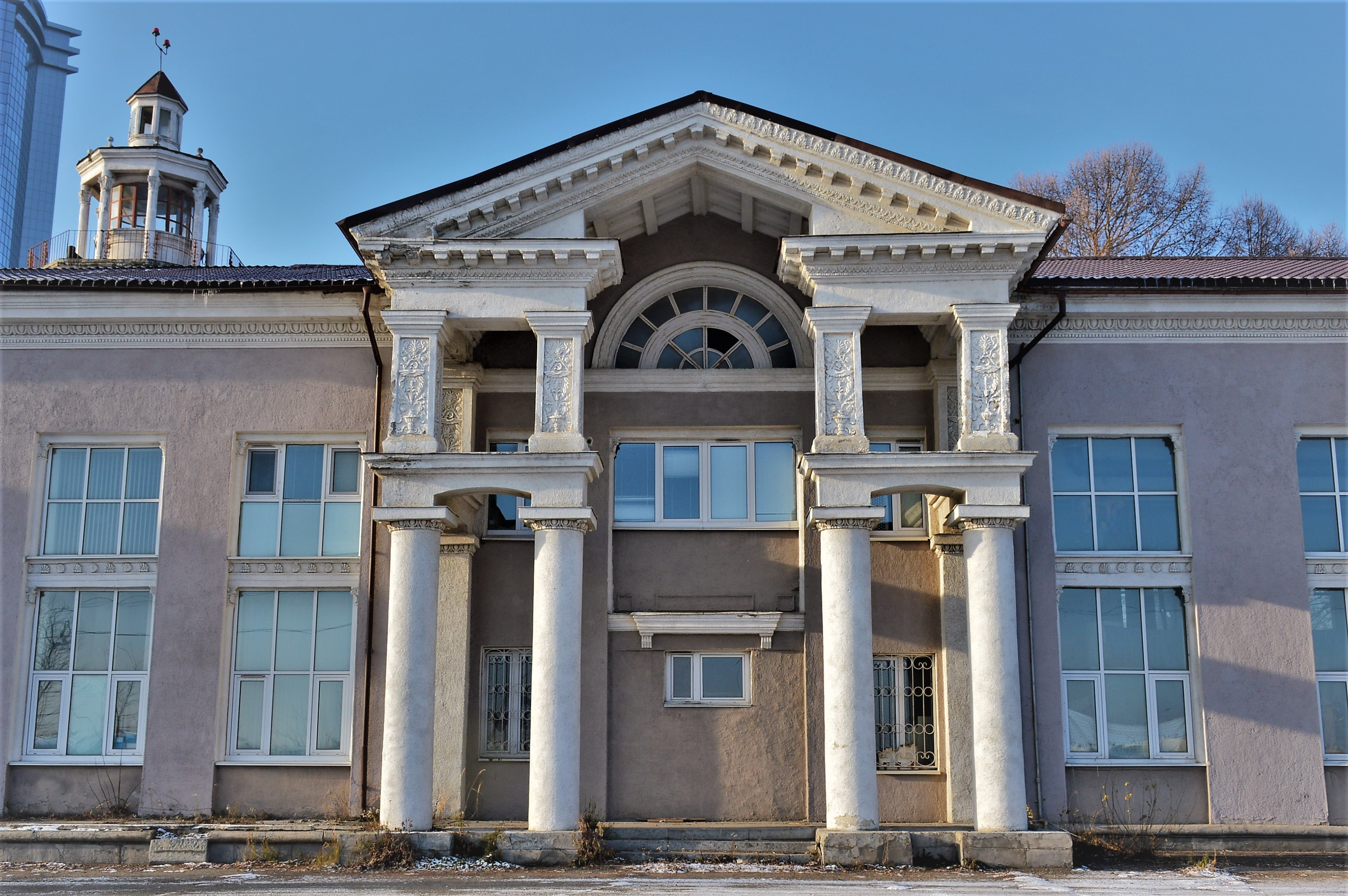
Один из портиков с тыльной стороны здания Казанского аэровокзала (ноябрь 2020)
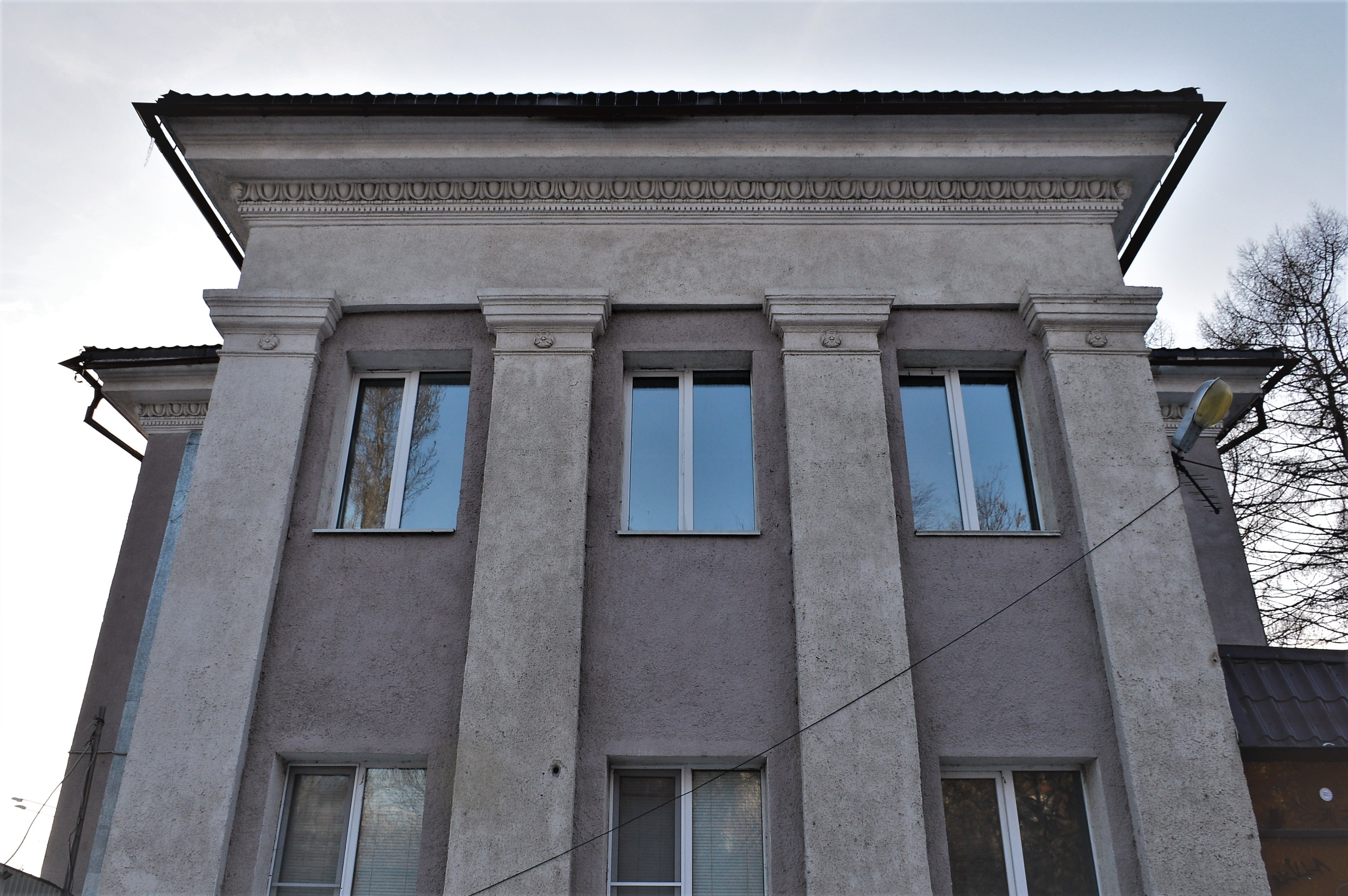
Ризалит северного торца здания Казанского аэровокзала (ноябрь 2020)

## История
Решение о начале строительства здания аэровокзала в Казани с пропускной способностью 200 человек в час было принято в 1950 году. Правда само строительство затянулось из-за перебоев в снабжении строительными материалами. Начальник Казанского аэропорта Тогузов в докладной записке от 22 февраля 1951 года, адресованной в транспортный отдел Татарского обкома ВКП(б), отмечал:
«Сообщаю, что выделяемый Госпланом кирпич сухого прессования не может быть использован для строительства такого капитального сооружения, как аэровокзал. Просим оказать нам содействие в выделении силикатного кирпича. С большим трудом удалось нам получить 50 тысяч штук силикатного кирпича, но такое количество далеко не удовлетворяет наши нужды, так как месячная потребность строительства аэровокзала составляет не менее 250 тысяч штук.»
Официальное открытие Казанского аэровокзала состоялось 30 марта 1954 года в присутствии представителей Главного управления Гражданского воздушного флота. Помимо служб аэропорта, в нём также располагались ресторан, комната отдыха, парикмахерская, телеграф, междугородный телефон, почта. Кроме того, в здании был отведён специальный сектор для пассажиров-иностранцев. Для того времени аэровокзал предоставлял пассажирам довольно высокий уровень комфорта.
«По тем временам это было замечательное типовое сооружение, рассчитанное на многие годы… Богато оформленные в национальном стиле просторные залы ожидания, обставленные хорошей мебелью, а также другие помещения вокзала выглядели очень привлекательно. Впечатляющими были колонны внутри здания, отделанные под яшму, художественная роспись стен и другие архитектурные детали здания. Внушительное впечатление производили дубовые двери с отлитыми бронзовыми ручками. Нарядно, привлекательно выглядело здание снаружи. Для пассажиров были созданы максимальные удобства.»
Впрочем, уже в 1960-е годы на фоне нарастающего пассажиропотока Казанский аэровокзал перестал удовлетворять требованиям, а его пассажирам стало тесно в некогда просторных помещениях. По этой причине рядом с аэровокзалом в конце 1960-х годов началось строительство терминала местных авиалиний — типового одноэтажного здания со стеклянным фасадом, который был открыт 15 мая 1971 года.
С открытием за городом нового аэропорта (1979) и переводом в него основной части пассажиропотока, обслуживание пассажиров местных авиалиний вновь вернулось в здание аэровокзала. В нём также разместилось местное представительство агентства «Аэрофлот», которое позже было преобразовано в Татарское агентство воздушных сообщений (ТАВС). Именно эта организация в постсоветский период стала собственником здания, гендиректор которой В. Н. Хусаинов организовал его реконструкцию. В результате этой реконструкции были обновлены фасады и интерьер здания с сохранением аутентичной лепнины и настенных живописных панно.
После закрытия старого аэропорта Казань-2 здание аэровокзала в 2004 году перешло к другому собственнику, не имевшему отношения к авиации. С этого времени его помещения стали активно сдаваться в аренду различным организациям. Например, по состоянию на 2020 год в здании Казанского аэровокзала находилось около 20 арендаторов, в том числе отделение Инвестиционного кооперативного банка (ИК Банк), две спортивные федерации (ушу и конного спорта), касса авиакомпании «Уральские авиалинии», точка сети продажи билетов, магазин детской одежды, оценочная фирма, салон ритуальных услуг.
В 2014 году собственником здания аэровокзала стал казанский бизнесмен В. В. Гольдман, который начиная с того же года пытался его перепродать. В этих условиях возникла реальная угроза сноса здания, помещения которого трудно приспособить под современный формат бизнеса. На фоне этой угрозы был поднят вопрос о придании Казанскому аэровокзалу охранного статуса, тем более что ранее приказом министра культуры Татарстана от 30 марта 2009 года здание уже было признано объектом, обладающим признаками объекта культурного наследия. В 2014—2015 годах состоялась историко-культурная экспертиза, по итогам которой в 2018 году здание аэровокзала было признано объектом культурного наследия регионального значения. Так как наличие охранного статуса ужесточается режим использования здания и накладывает на собственника дополнительные обязательства, В. В. Гольдман попытался оспорить это решение в судебной порядке, но потерпел неудачу.
Вопрос о поиске оптимального назначения здания Казанского аэровокзала с учётом современных требований до сих пор остаётся актуальным. В прошлом высказывалось предложение организовать в нём музей авиации с использованием территории бывшего перрона для создания экспозиции под открытым небом. Глава авиакомпании «Тулпар Эйр» Азат Хаким в 2015 году предлагал разместить в здании аэровокзала Восточный автовокзал.
В перспективе рядом со зданием Казанского аэровокзала планируют проложить магистраль с выходом на Мамадышский тракт. В этом случае, вероятно, будет затронута часть Аэровокзальной площади, которая входит в охранную зону Казанского аэровокзала.

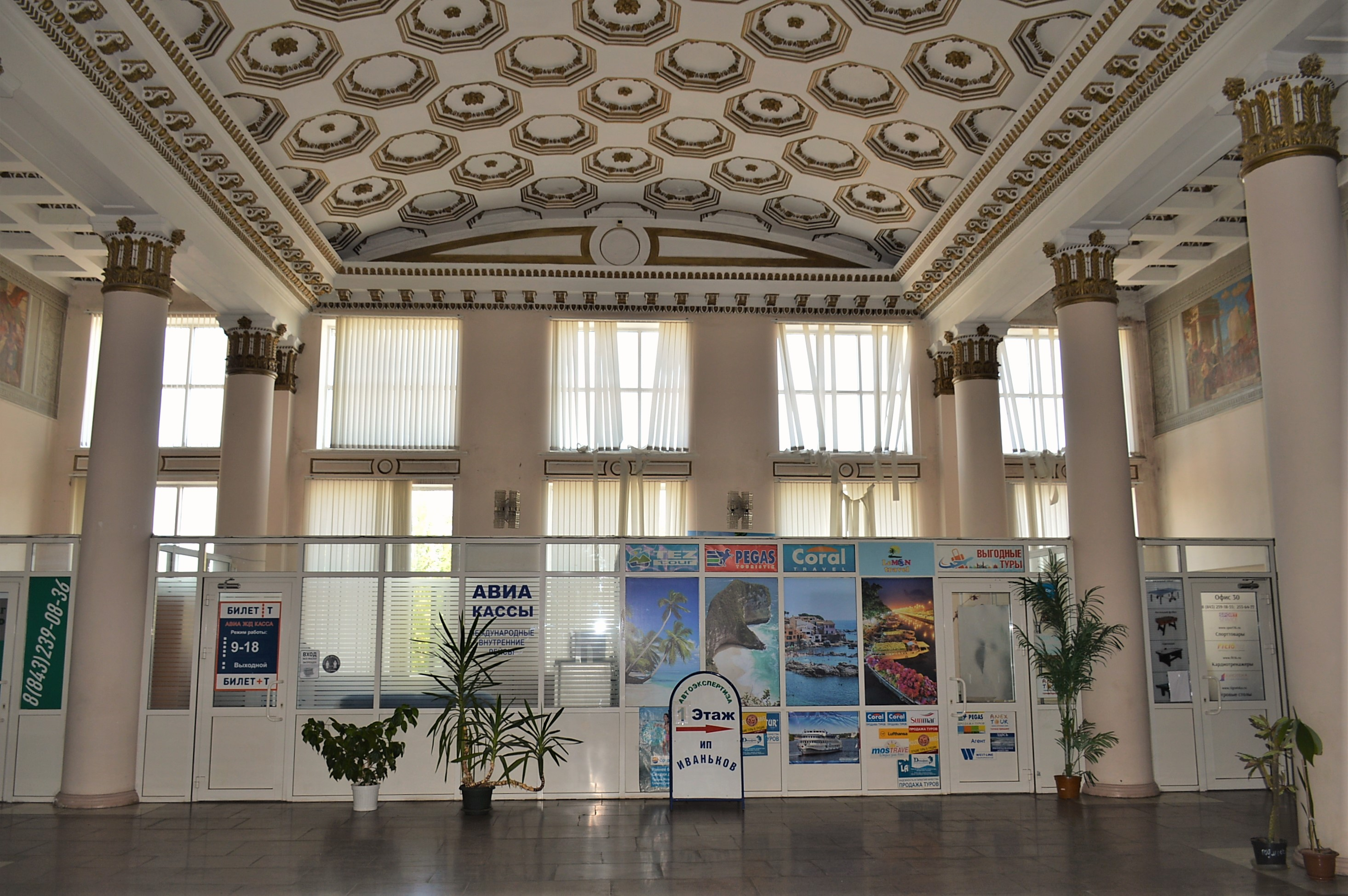
Главный зал Казанского аэровокзала (июль 2021)
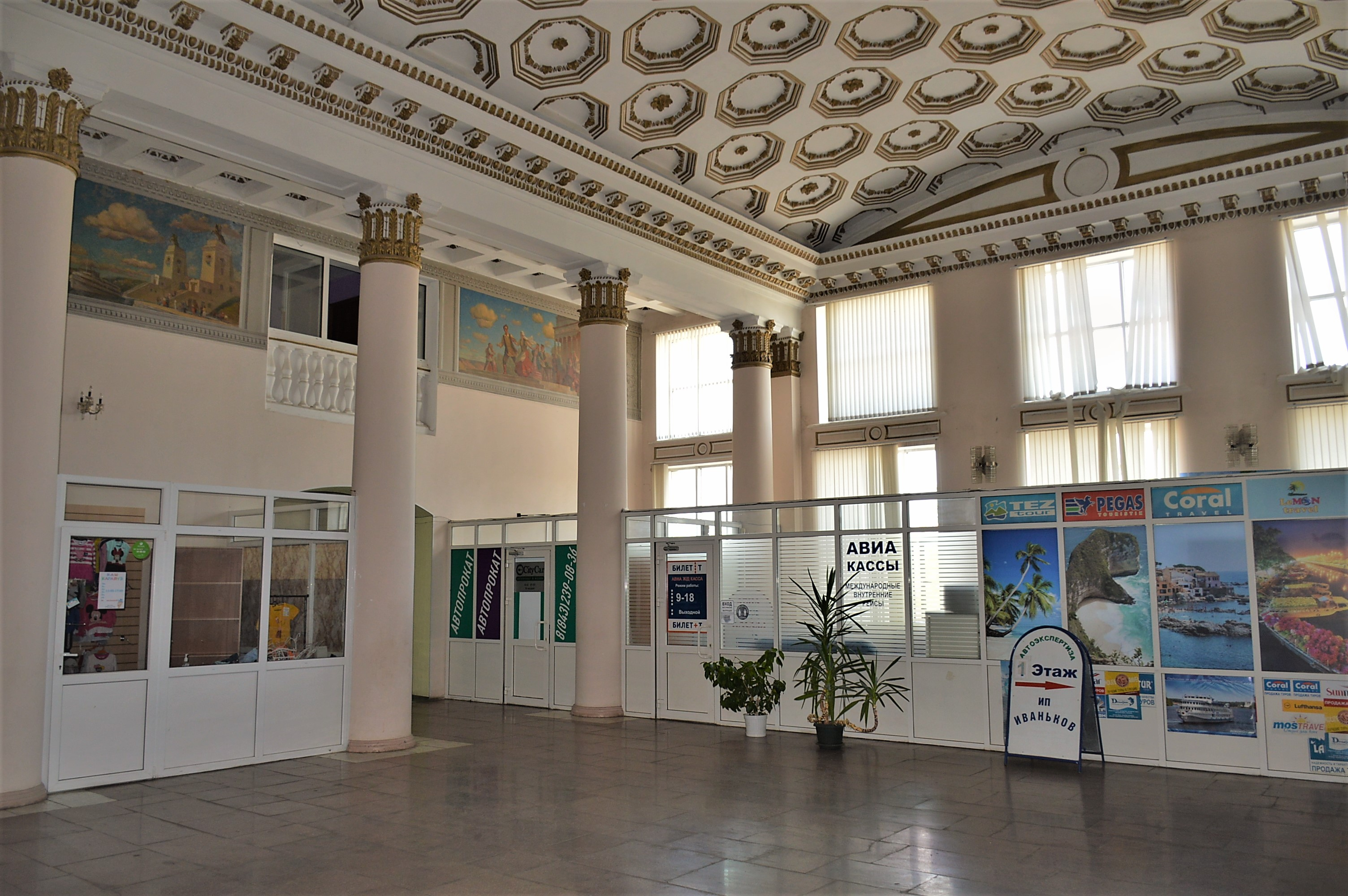
Главный зал Казанского аэровокзала: ракурс по диагонали (июль 2021)
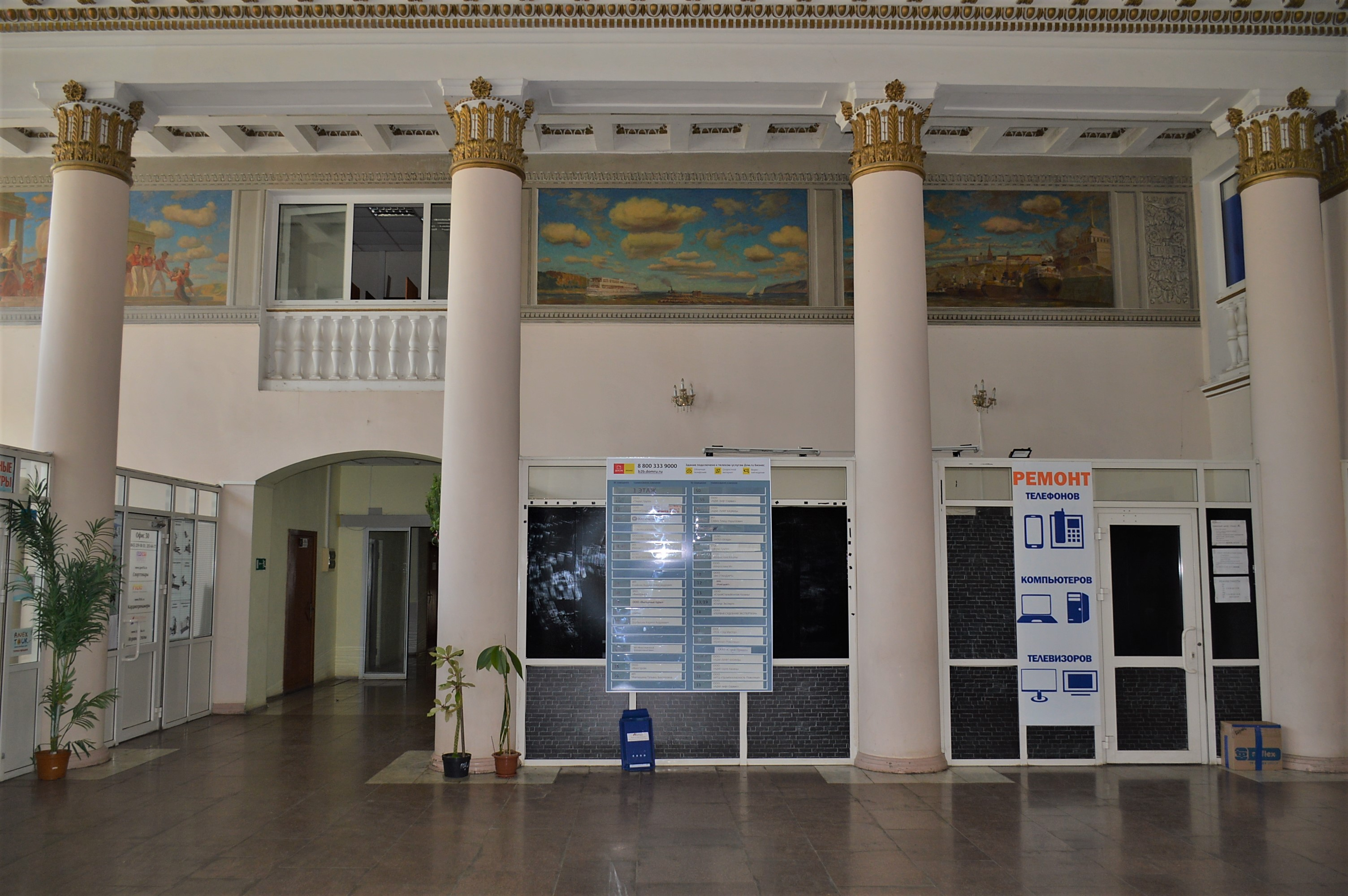
Колонны в главном зале Казанского аэровокзала (июль 2021)
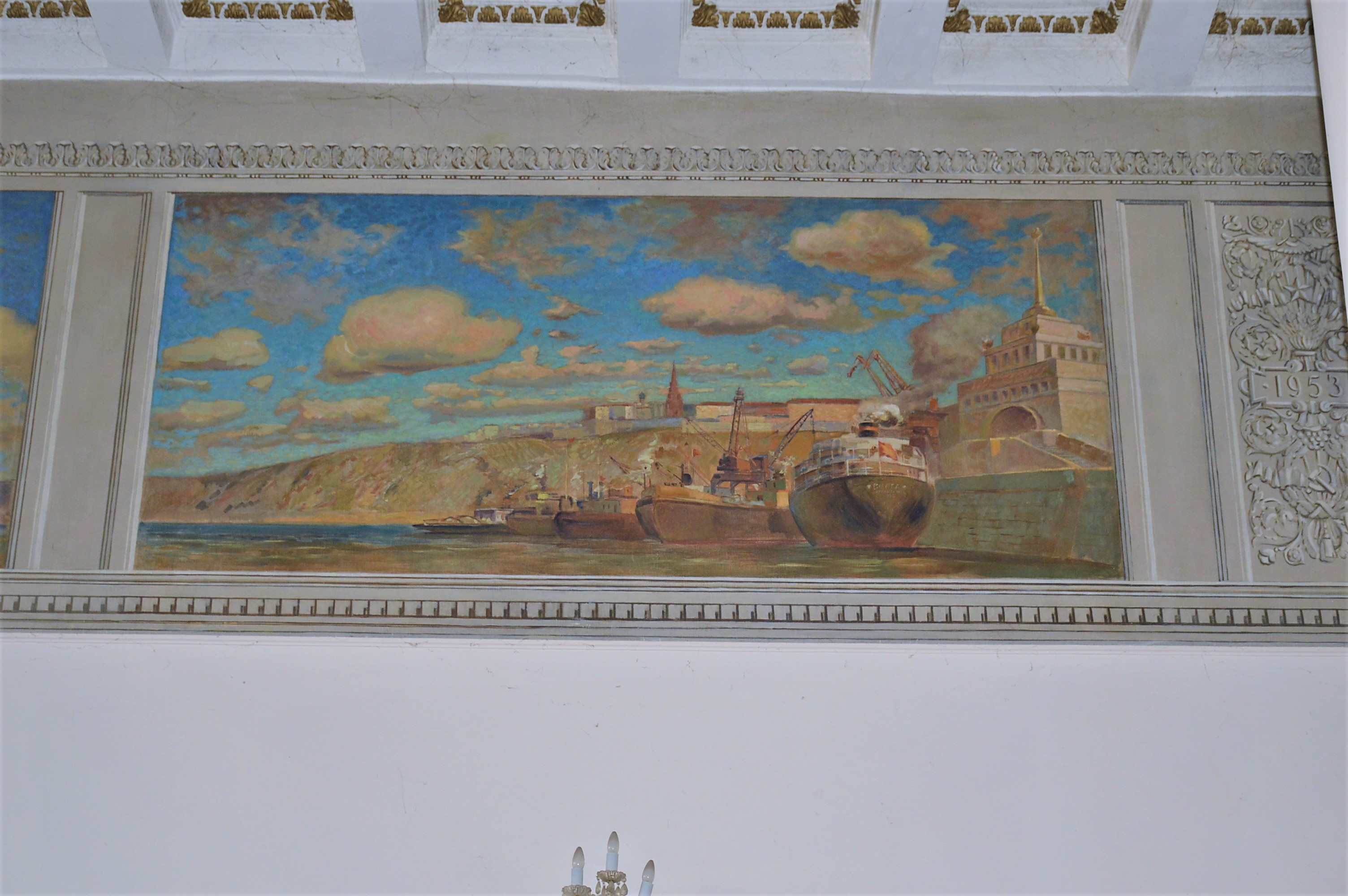
Настенное живописное панно в главном зале Казанского аэровокзала (июль 2021)
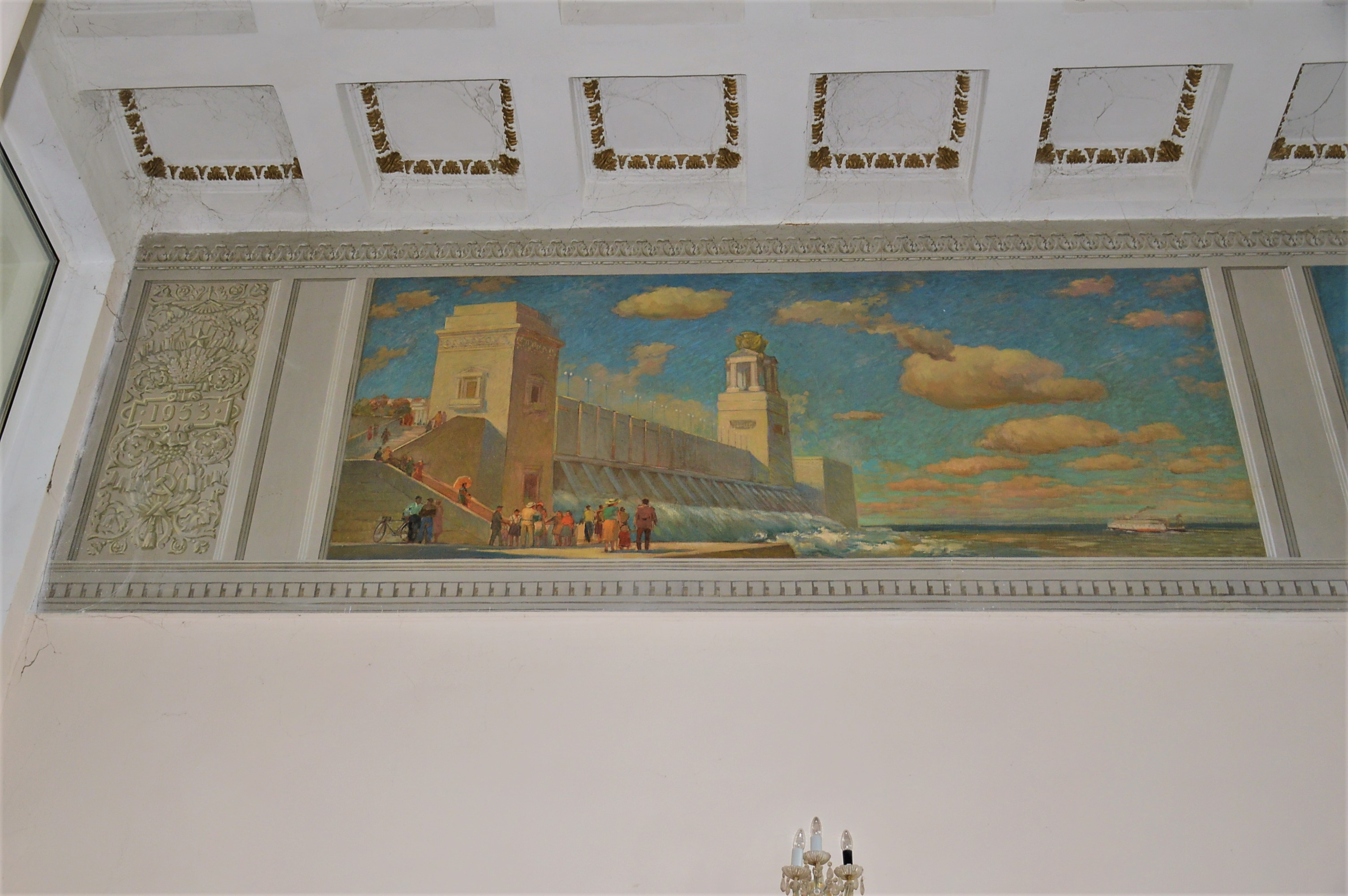
Настенное живописное панно в главном зале Казанского аэровокзала (июль 2021)